# Norops macrinii
Norops macrinii är en ödleart som beskrevs av  Smith 1968. Norops macrinii ingår i släktet Norops och familjen Polychrotidae. IUCN kategoriserar arten globalt som livskraftig. Inga underarter finns listade i Catalogue of Life.